# Монтиньяк-ле-Кок
Монтинья́к-ле-Кок (фр. Montignac-le-Coq) — коммуна во Франции, находится в регионе Пуату — Шаранта. Департамент — Шаранта. Входит в состав кантона Обтер-сюр-Дрон. Округ коммуны — Ангулем.
Код INSEE коммуны — 16227.
Коммуна расположена приблизительно в 430 км к югу от Парижа, в 140 км южнее Пуатье, в 35 км к югу от Ангулема.

## Население
Население коммуны на 2008 год составляло 135 человек.
| 1962 | 1968 | 1975 | 1982 | 1990 | 1999 | 2008 |
| ---- | ---- | ---- | ---- | ---- | ---- | ---- |
| 252  | 251  | 224  | 209  | 162  | 150  | 135  |

## Экономика
В 2007 году среди 75 человек в трудоспособном возрасте (15—64 лет) 47 были экономически активными, 28 — неактивными (показатель активности — 62,7 %, в 1999 году было 69,2 %). Из 47 активных работали 43 человека (28 мужчин и 15 женщин), безработных было 4 (1 мужчина и 3 женщины). Среди 28 неактивных 4 человека были учениками или студентами, 12 — пенсионерами, 12 были неактивными по другим причинам.

## Фотогалерея

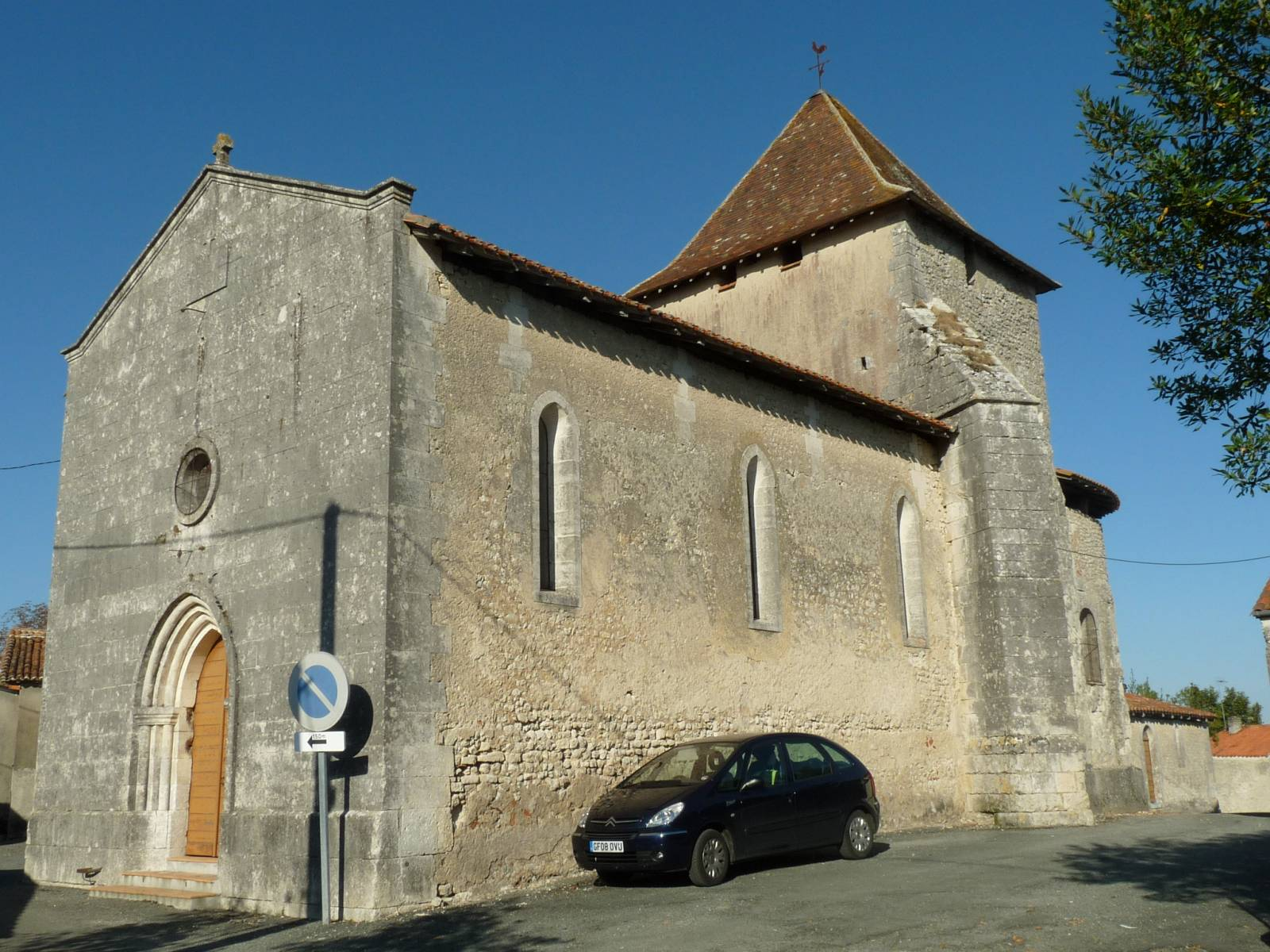
Церковь Сент-Круа
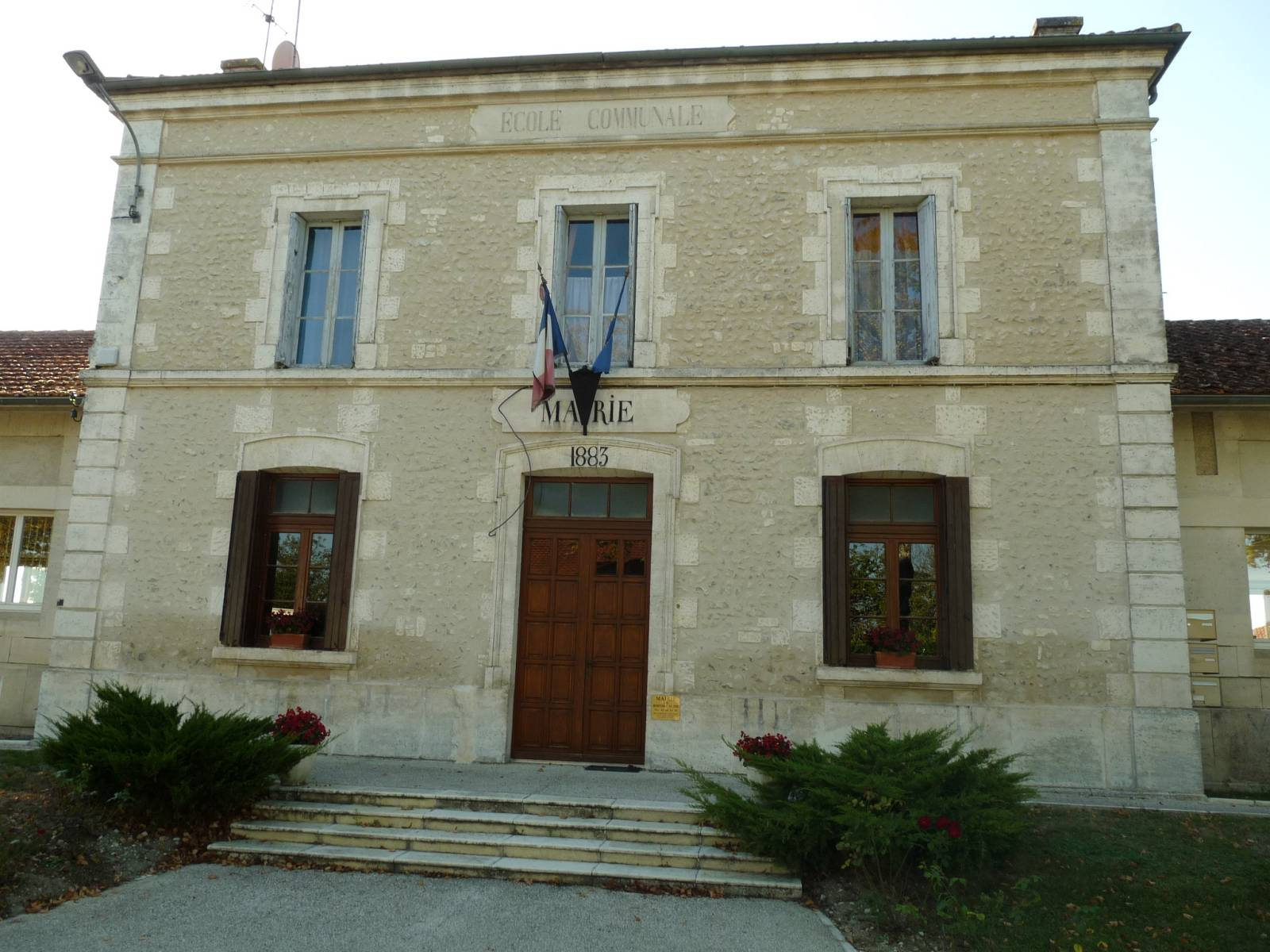
Мэрия
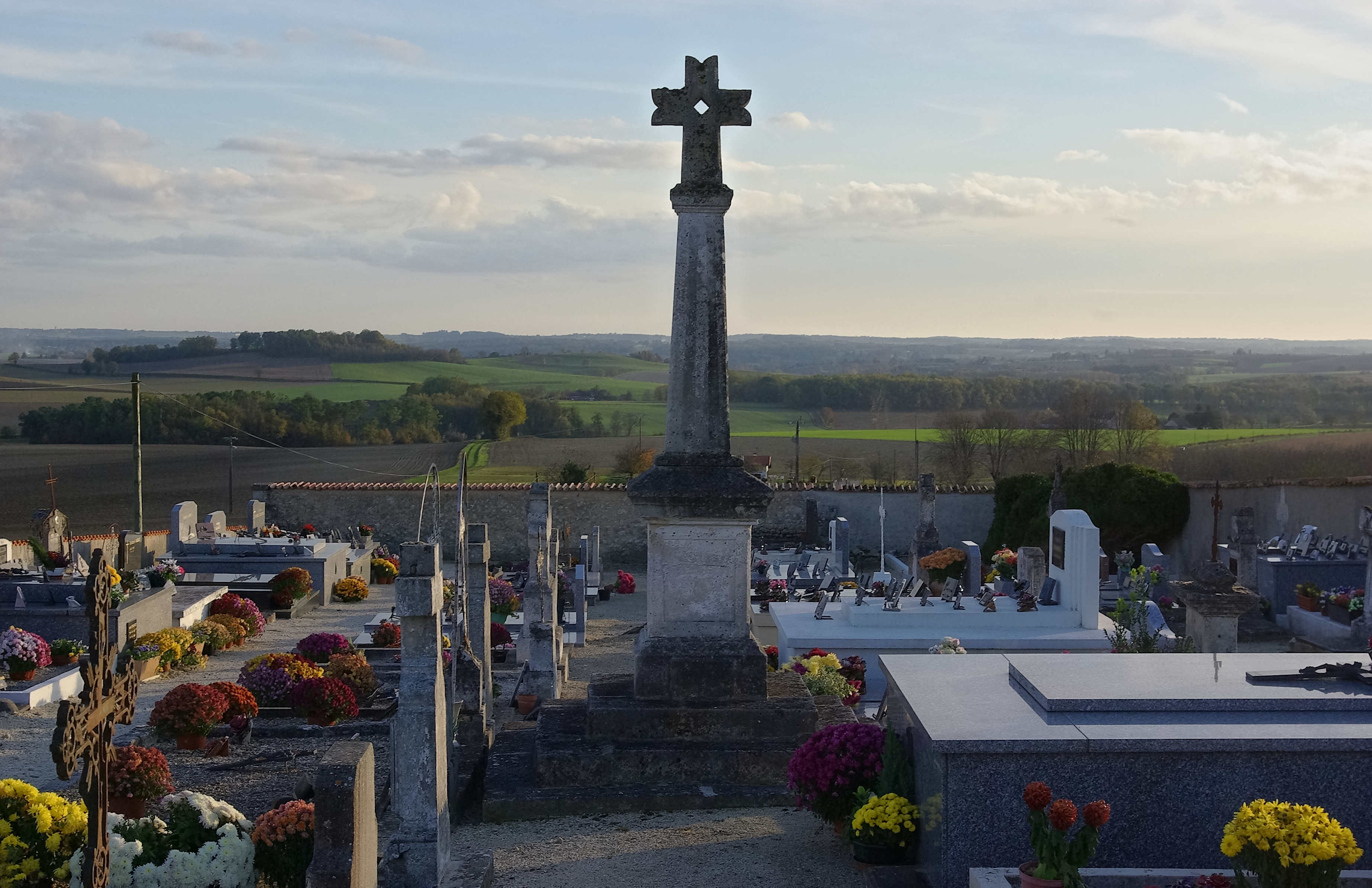
Кладбище
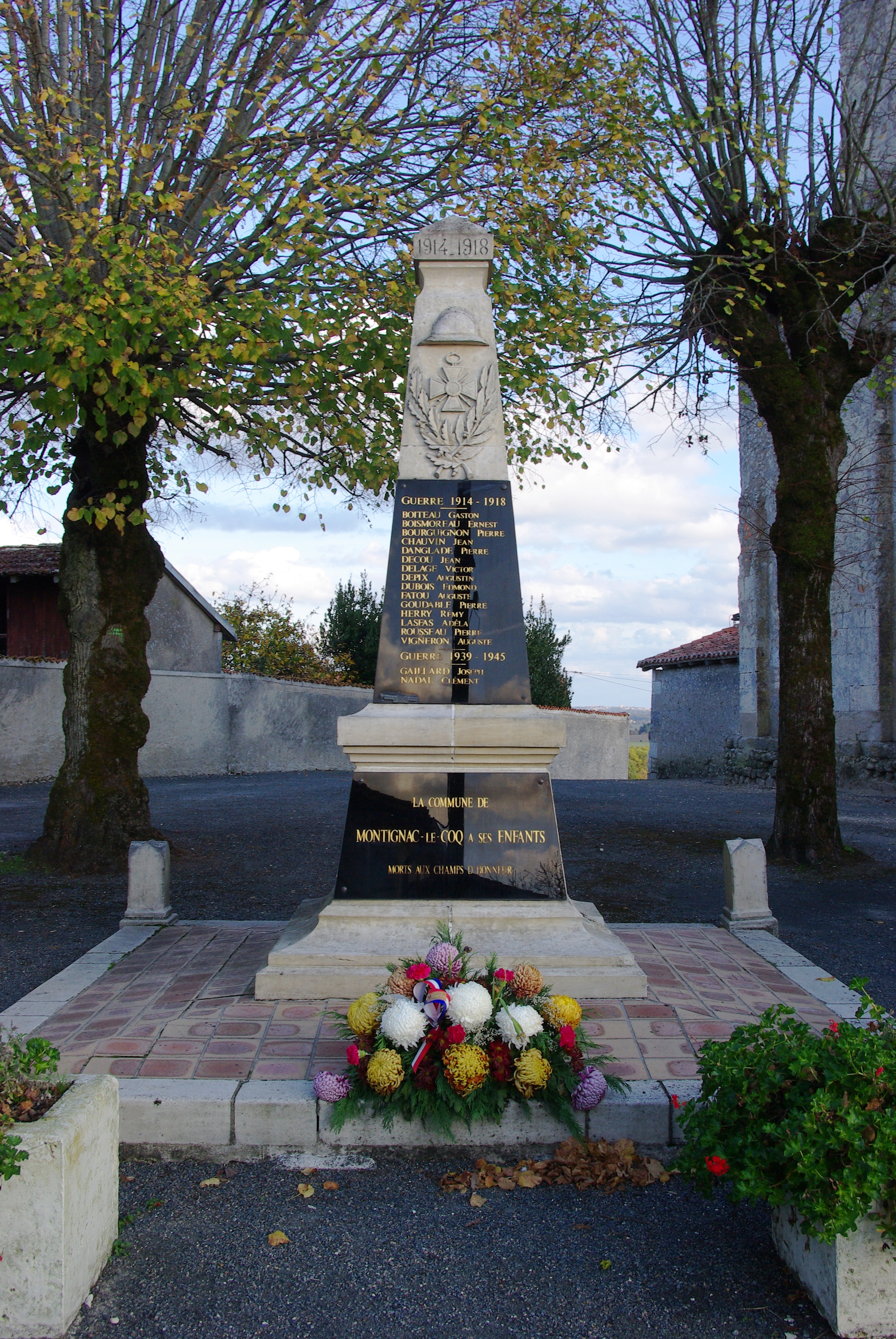
Военный мемориал